# Архангельское (Красноярский край)
Архангельское — деревня в Канском районе Красноярского края. Входит в состав Рудянского сельсовета.

## История
Деревня Архангельская была основана в 1891 году на месте старожильческой Ношинской заимки — О́блава. До 1925 года деревня входила в Устьянскую волость Канского уезда, Енисейской губернии. По данным 1926 года в деревне имелось 130 хозяйств и проживало 705 человек (в основном — русские). В административном отношении населённый пункт являлся центром Архангельского сельсовета Устьянского района Канского округа Сибирского края, в него входило ещё два поселения: Тульчет и Нижний Карнышет. Имелась начальная школа и лавка общества потребителей.

## Население
| 1926 | 2010 |
| ---- | ---- |
| 705  | ↘267 |